# 11055 Honduras
För andra betydelser, se Honduras (olika betydelser).
11055 Honduras eller 1991 GT2 är en asteroid i huvudbältet som upptäcktes den 8 april 1991 av den belgiske astronomen Eric W. Elst vid La Silla-observatoriet. Den är uppkallad efter landet Honduras i Centralamerika.
Asteroiden har en diameter på ungefär 8 kilometer.